# Johnny and the Hurricanes
Johnny and the Hurricanes est un groupe américain de rock instrumental, créé en 1957 autour de Johnny Paris, près de Toledo, dans l'Ohio.
Cette formation connut son premier succès avec Crossfire au début de 1959. Ses membres étaient alors Johnny Paris au saxophone, Dave Yorko à la guitare, Lionel Butch Mattice à la basse, Paul Tesluk au clavier et Tony Kaye à la batterie. Ils étaient produits par Tom King. Leur son se caractérisait par l'utilisation d'un orgue, en l'occurrence un chord organ de Hammond, une innovation pour l'époque dans le rock.
Puis le groupe sortira la même année Red River Rock, qui sera un énorme succès (cinquième dans les charts en 1959) et leur valut leur premier disque d'or. Le groupe connaîtra quelques autres succès tels que Reveille Rock ou Beatnik Fly avant de s'effacer du monde musical dès la fin de 1960, les flops commerciaux s'enchaînant tel que Sheik Of Araby.
Le groupe perdura cependant jusqu'à la mort de Johnny le 1er mai 2006, avec un personnel en rotation constante. En un demi-siècle, plus de 300 musiciens auraient eu l'occasion de jouer dans Johnny and the Hurricanes.
| Année | Single              | Label   |
| ----- | ------------------- | ------- |
| 1959  | Crossfire           | Warwick |
| 1959  | Red River Rock      | Warwick |
| 1959  | Reveille Rock       | Warwick |
| 1960  | Beatnik Fly         | Warwick |
| 1960  | Down Younder        | Big Top |
| 1960  | Rocking Goose       | Big Top |
| 1960  | You Are My Sunshine | Big Top |
| 1961  | Ja-Da               | Big Top |
| 1961  | Old Smokey          | Big Top |
| 1961  | Traffic Jam         | Big Top |
| 1962  | Miserlou            | Big Top |
| 1962  | Sheik Of Araby      | Big Top |
| 1963  | James Bond Theme    | Big Top |